# 裘充美
裘充美，字大文，號故亭，又號敬亭，直隸省順天府昌平州（今北京昌平）人，清朝政治人物。同進士出身。
康熙十五年（1676年）登進士，授內閣中書。康熙十七年（1678年）任山西鄉試副考官。康熙二十年（1681年）任廣西道監察御史、兩淮巡鹽御史。